# De jongen, de mol, de vos en het paard (boek)
De jongen, de mol, de vos en het paard (2022) is een prentenboek van de Britse illustrator en auteur Charlie Mackesy, vertaald in het Nederlands door de Nederlandse acteur en schrijver Arthur Japin. 

## Geschiedenis
Enkele tekeningen op het Instagramaccount van Charlie Mackesy werden in 2018 opgemerkt door uitgevers. Ze vroegen hem er een boek van te maken. De oorspronkelijke Engelse versie The boy, the mole, the fox and the horse kwam uit in 2019 en werd een bestseller.

## Verhaal
In het verhaal gaan een jongen en een mol gaan samen op pad en ontmoeten onderweg een vos en een paard. Het verhaal omvat levenswijsheden over vriendschap, zelfzekerheid en kwetsbaarheid.

## Verfilming
In 2022 kwam een animatiefilm uit van het boek. Deze film, The Boy, the Mole, the Fox and the Horse, kreeg in 2023 een Oscarnominatie in de categorie korte animatiefilm.